# Ракета (паровой катер)
«Ракета» — минный паровой катер, находившийся в составе военно-морского флота Российской империи и военно-морского флота Болгарии.

## Описание катера
Судно представляло собой паровой катер с металлическим корпусом, вооружённый одним малокалиберным скорострельным артиллерийским орудием.
Паровая машина мощностью 40 л. с. при движении полным ходом расходовала 100 кг угля в час.
Грузоподъёмность катера обеспечивали возможность перевозки 8 тонн грузов (или 70 пехотинцев — 10 офицеров и 60 солдат с оружием и снаряжением), однако ёмкость угольного бункера составляла 2 тонны угля, что обеспечивало запас хода до 160 морских миль (на скорости 8 узлов).

## История службы
Паровой катер был построен в 1874 году на заводе «Або» в Санкт-Петербурге, дальнейшем был переправлен на Чёрное море.
Принимал участие в русско-турецкой войне 1877—1878 годов в составе русской Дунайской флотилии, перевозил грузы и ставил минные заграждения.
1 августа 1879 года Российская империя передала Болгарии штаб и плавсредства русской Дунайской флотилии (в том числе, катер «Ракета»). В результате, 12 августа 1879 года в городе Рущук была создана болгарская Дунайская военная флотилия.
В 1881 году катер был переоборудован и некоторое время выполнял функции княжеской яхты.
Участвовал в сербско-болгарской войне 1885 года в составе болгарской Дунайской флотилии, использовался для перевозки грузов.
В соответствии с приказом военного ведомства № 199 от 10 мая 1887 года был переименован в «Войвода».
В 1912 году был переведён в порт Варна и перестроен — в результате объединения с ещё одним паровым катером «Амалия» был создан самоходный понтон-катамаран, способный перевозить и устанавливать морские мины. В дальнейшем, после начала первой Балканской войны, именно это судно установило первое в истории болгарского флота минное заграждение в Чёрном море.
На протяжении первой мировой войны числился в составе болгарского военного флота.
29 сентября 1918 года в Салониках Болгария подписала перемирие со странами Антанты. По его условиям болгарская армия была обязана немедленно оставить все занятые территории Сербии и Греции, провести демобилизацию, а всё вооружение и боеприпасы должны были складироваться под контролем войск Антанты.
30 сентября 1918 года перемирие вступило в силу, войска Антанты заняли территорию страны, однако это судно не заинтересовало командование войск Антанты и его разрешили сохранить. В результате, после войны его продолжили использовать как вспомогательный катер.
В конце 1920-х годов катер был исключён из состава флота по техническому состоянию и в дальнейшем разобран на металл.